# Danh sách đĩa nhạc của EXO
Danh sách đĩa nhạc của nhóm nhạc nam Hàn-Trung Quốc EXO bao gồm bảy album phòng thu, bảy mini album và hai mươi chín đĩa đơn. EXO được thành lập bởi S.M. Entertainment vào năm 2011, bao gồm 12 thành viên được chia thành hai nhóm nhỏ là EXO-K và EXO-M hoạt động song song ở hai thị trường Hàn Quốc và Trung Quốc, phát hành các đĩa đơn giống nhau lần lượt bằng tiếng Hàn và tiếng Trung. Đĩa nhạc đầu tay của nhóm, EP MAMA, được phát hành vào tháng 4 năm 2012. Sau khi album phòng thu Don't Mess Up My Tempo phát hành vào tháng 11 năm 2018, EXO trở thành nhóm nhạc Hàn Quốc đầu tiên ra mắt vào thế kỷ 21 có tổng cộng lượng album bán ra trên 10 triệu bản.
Năm 2021, với việc album đặc biệt Don't Fight The Feeling vượt mốc 1 triệu bản tiêu thụ, EXO được chứng nhận danh hiệu "triệu bản lần thứ 6". Từ khi ra mắt vào năm 2012, nhóm đạt được 23.8 triệu lượt tải xuống tính đến tháng 12 năm 2017 và hơn 11.9 triệu album vật lý tính đến tháng 8 năm 2019 chỉ riêng ở Hàn Quốc.

## Album

### Album phòng thu
| XOXO                                                                                    | XOXO (tiếng Hàn)                          | - Ngày phát hành: 3 tháng 6 năm 2013 - Hãng đĩa: S.M., KT Music - Định dạng: CD, tải về, streaming                    | 1 | 9  | 1  | —  | - HQ: 1.319.659 - NB: 148.000 - Mỹ: 6.000                 | - KMCIA: Bạch kim - RIAJ: Vàng |
| XOXO                                                                                    | XOXO (tiếng Trung)                        | - Ngày phát hành: 3 tháng 6 năm 2013 - Hãng đĩa: S.M., KT Music - Định dạng: CD, tải về, streaming                    | 2 | 18 | 1  | —  | - HQ: 1.319.659 - NB: 148.000 - Mỹ: 6.000                 | - KMCIA: Bạch kim - RIAJ: Vàng |
| XOXO                                                                                    | Growl (tiếng Hàn)                         | - Ngày phát hành: 5 tháng 8 năm 2013 - Hãng đĩa: S.M., KT Music - Định dạng: CD, tải về, streaming                    | 1 | —  | —  | —  | - HQ: 1.319.659 - NB: 148.000 - Mỹ: 6.000                 | - KMCIA: Bạch kim - RIAJ: Vàng |
| XOXO                                                                                    | Growl (tiếng Trung)                       | - Ngày phát hành: 5 tháng 8 năm 2013 - Hãng đĩa: S.M., KT Music - Định dạng: CD, tải về, streaming                    | 2 | —  | —  | —  | - HQ: 1.319.659 - NB: 148.000 - Mỹ: 6.000                 | - KMCIA: Bạch kim - RIAJ: Vàng |
| Exodus                                                                                  | Exodus (tiếng Hàn)                        | - Ngày phát hành: 30 tháng 3 năm 2015 - Hãng đĩa: S.M., KT Music - Định dạng: CD, tải về, streaming                   | 1 | 4  | 1  | 95 | - HQ: 1.305.849 - NB: 84.640 - Mỹ: 15.000                 | - KMCIA: Bạch kim              |
| Exodus                                                                                  | Exodus (tiếng Trung)                      | - Ngày phát hành: 30 tháng 3 năm 2015 - Hãng đĩa: S.M., KT Music - Định dạng: CD, tải về, streaming                   | 2 | 7  | 1  | 95 | - HQ: 1.305.849 - NB: 84.640 - Mỹ: 15.000                 | - KMCIA: Bạch kim              |
| Exodus                                                                                  | Love Me Right (tiếng Hàn)                 | - Ngày phát hành: 3 tháng 6 năm 2015 - Hãng đĩa: S.M., KT Music - Định dạng: CD, tải về, streaming                    | 1 | —  | 2  | —  | - HQ: 1.305.849 - NB: 84.640 - Mỹ: 15.000                 | - KMCIA: Bạch kim              |
| Exodus                                                                                  | Love Me Right (tiếng Trung)               | - Ngày phát hành: 3 tháng 6 năm 2015 - Hãng đĩa: S.M., KT Music - Định dạng: CD, tải về, streaming                    | 2 | —  | 2  | —  | - HQ: 1.305.849 - NB: 84.640 - Mỹ: 15.000                 | - KMCIA: Bạch kim              |
| Ex'Act                                                                                  | Ex'Act (tiếng Hàn)                        | - Ngày phát hành: 9 tháng 6 năm 2016 - Hãng đĩa: S.M., KT Music - Định dạng: CD, tải về, streaming                    | 1 | 5  | 2  | —  | - HQ: 1.207.378 - NB: 61.918                              | - KMCIA: Bạch kim              |
| Ex'Act                                                                                  | Ex'Act (tiếng Trung)                      | - Ngày phát hành: 9 tháng 6 năm 2016 - Hãng đĩa: S.M., KT Music - Định dạng: CD, tải về, streaming                    | 2 | 16 | 2  | —  | - HQ: 1.207.378 - NB: 61.918                              | - KMCIA: Bạch kim              |
| Ex'Act                                                                                  | Lotto (tiếng Hàn)                         | - Ngày phát hành: 18 tháng 8 năm 2016 - Hãng đĩa: S.M., KT Music - Định dạng: CD, tải về, streaming                   | 1 | 5  | 10 | —  | - HQ: 1.207.378 - NB: 61.918                              | - KMCIA: Bạch kim              |
| Ex'Act                                                                                  | Lotto (tiếng Trung)                       | - Ngày phát hành: 18 tháng 8 năm 2016 - Hãng đĩa: S.M., KT Music - Định dạng: CD, tải về, streaming                   | 2 | 16 | 10 | —  | - HQ: 1.207.378 - NB: 61.918                              | - KMCIA: Bạch kim              |
| The War                                                                                 | The War (tiếng Hàn)                       | - Ngày phát hành: 19 tháng 7 năm 2017 - Hãng đĩa: S.M., Genie Music - Định dạng: CD, tải về, streaming                | 1 | 11 | 1  | 87 | - HQ: 1.700.027 - NB: 51.285 - Mỹ: 11.000 - TQ: 868.000   | - KMCIA: Bạch kim              |
| The War                                                                                 | The War (tiếng Trung)                     | - Ngày phát hành: 19 tháng 7 năm 2017 - Hãng đĩa: S.M., Genie Music - Định dạng: CD, tải về, streaming                | 2 | 35 | 1  | 87 | - HQ: 1.700.027 - NB: 51.285 - Mỹ: 11.000 - TQ: 868.000   | - KMCIA: Bạch kim              |
| The War                                                                                 | The War: The Power of Music (tiếng Hàn)   | - Ngày phát hành: 05 tháng 9 năm 2017 - Hãng đĩa: S.M. Entertainment, Genie Music. - Định dạng: CD, tải về, streaming | 1 | 7  | —  | —  | - HQ: 1.700.027 - NB: 51.285 - Mỹ: 11.000 - TQ: 868.000   | - KMCIA: Bạch kim              |
| The War                                                                                 | The War: The Power of Music (tiếng Trung) | - Ngày phát hành: 05 tháng 9 năm 2017 - Hãng đĩa: S.M. Entertainment, Genie Music. - Định dạng: CD, tải về, streaming | 2 | 35 | —  | —  | - HQ: 1.700.027 - NB: 51.285 - Mỹ: 11.000 - TQ: 868.000   | - KMCIA: Bạch kim              |
| Don't Mess Up My Tempo                                                                  | Don't Mess Up My Tempo (Bản tiêu chuẩn)   | - Ngày phát hành: 2 tháng 11 năm 2018 - Hãng đĩa: S.M. Entertainment - Định dạng: CD, tải về, streaming               | 1 | 5  | 23 | 1  | - HQ: 1.982.195 - TQ: 2.795.938 - NB: 64.613 - Mỹ: 50.000 | - KMCA: Triệu bản              |
| Don't Mess Up My Tempo                                                                  | Love Shot (tái phát hành)                 | - Ngày phát hành: 13 tháng 12 năm 2019 - Hãng đĩa: S.M. Entertainment - Định dạng: CD, tải về, streaming              |   |    |    |    | - HQ: 1.982.195 - TQ: 2.795.938 - NB: 64.613 - Mỹ: 50.000 | - KMCA: 2× Bạch kim            |
| Obsession                                                                               | Obsession                                 | - Ngày phát hành: 27 tháng 11 năm 2018 - Hãng đĩa: S.M. Entertainment - Định dạng: CD, tải về, streaming              |   |    |    |    | - HQ: 843.305 - TQ: 340.000 - NB: 24.275 - Mỹ: 25.000     | - KMCA: 3× Bạch kim            |
| Nhật Bản                                                                                |                                           | |   |    |    |    |                                                           |                                |
| Countdown                                                                               | Countdown                                 | - Ngày phát hành: 31 tháng 1 năm 2018 - Hãng đĩa: Avex Trax - Định dạng: CD, tải về                                   | — | 1  | 4  | 6  | - NB: 123.489+                                            | - RIAJ: Gold                   |
| "—" cho biết album không lọt vào bảng xếp hạng hoặc không được phát hành ở khu vực này. |                                           | |   |    |    |    |                                                           |                                |

### Album trực tiếp và các DVD khác
| Album                                                                                   | Thông tin                                                            | Thứ hạng cao nhất | Thứ hạng cao nhất   | Doanh số     |
| Album                                                                                   | Thông tin                                                            | HQ Gaon           | NB Oricon           | Doanh số     |
| --------------------------------------------------------------------------------------- | -------------------------------------------------------------------- | ----------------- | ------------------- | ------------ |
| EXO's First Box                                                                         | - Ngày phát hành: 27 tháng 3 năm 2014 - Hãng đĩa: S.M. Entertainment | 1                 | —                   | - HQ: 71.154 |
| EXO from Exoplanet #1 - The Lost Planet in Japan                                        | - Ngày phát hành: 18 tháng 3 năm 2015 - Hãng đĩa: S.M. Entertainment | —                 | 2 (DVD) 1 (Blu-ray) | - NB: 49.100 |
| EXO from Exoplanet #1 - The Lost Planet in Seoul                                        | - Ngày phát hành: 30 tháng 6 năm 2015 - Hãng đĩa: S.M. Entertainment | 4                 | —                   | - HQ: 10.680 |
| EXO's Second Box                                                                        | - Released: 30 tháng 10 năm 2015 - Hãng đĩa: S.M. Entertainment      | 1                 | —                   | - HQ: 17.170 |
| Exoplanet #2 - The EXO'luXion in Seoul                                                  | - Ngày phát hành: 29 tháng 2 năm 2016 - Hãng đĩa: S.M. Entertainment | 1                 | —                   | - HQ: 9.153  |
| EXO from Exoplanet #2 - The EXO'luXion in Japan                                         | - Ngày phát hành: 9 tháng 3 năm 2016 - Hãng đĩa: S.M. Entertainment  | —                 | 1(DVD) 1 (Blu-ray)  | - NB: 43.222 |
| EXO from Exoplanet #3 – The Exo'rdium In Japan                                          | - Ngày phát hành: 8 tháng 3 năm 2017 - Hãng đĩa: S.M. Entertainment  | —                 | 1(DVD) 1 (Blu-ray)  | - NB: 35.059 |
| "—" cho biết album không lọt vào bảng xếp hạng hoặc không được phát hành ở khu vực này. |                                                                      |                   |                     |              |

## Đĩa mở rộng
| Album                                                                                   | Phiên bản                           | Thông tin | Thứ hạng cao nhất | Thứ hạng cao nhất | Thứ hạng cao nhất | Thứ hạng cao nhất | Doanh số                                                  | Chứng nhận        |
| Album                                                                                   | Phiên bản                           | Thông tin | HQ Gaon           | NB Oricon         | Mỹ World          | Mỹ                | Doanh số                                                  | Chứng nhận        |
| --------------------------------------------------------------------------------------- | ----------------------------------- | --- | ----------------- | ----------------- | ----------------- | ----------------- | --------------------------------------------------------- | ----------------- |
| MAMA                                                                                    | MAMA (tiếng Hàn)                    | - Ngày phát hành: 9 tháng 4 năm 2012 - Hãng đĩa: S.M. Entertainment, KMP Holdings - Định dạng: CD, tải về, streaming | 1                 | 33                | 8                 | —                 | - Hàn: 480.285 - Nhật: 55.931                             |                   |
| MAMA                                                                                    | MAMA (tiếng Trung)                  | - Ngày phát hành: 9 tháng 4 năm 2012 - Hãng đĩa: S.M. Entertainment, KMP Holdings - Định dạng: CD, tải về, streaming | 4                 | 63                | 12                | —                 | - Hàn: 480.285 - Nhật: 55.931                             |                   |
| Miracles in December                                                                    | Miracles in December (tiếng Hàn)    | - Ngày phát hành: 9 tháng 12 năm 2013 - Hãng đĩa: S.M. Entertainment, KT Music - Định dạng: CD, tải về, streaming    | 1                 | 7                 | 20                | —                 | - Hàn: 547.346 - Nhật: 41.327                             |                   |
| Miracles in December                                                                    | Miracles in December (tiếng Trung)  | - Ngày phát hành: 9 tháng 12 năm 2013 - Hãng đĩa: S.M. Entertainment, KT Music - Định dạng: CD, tải về, streaming    | 2                 | 20                | 20                | —                 | - Hàn: 547.346 - Nhật: 41.327                             |                   |
| Overdose                                                                                | Overdose (tiếng Hàn)                | - Ngày phát hành: 7 tháng 5 năm 2014 - Hãng đĩa: S.M. Entertainment, KT Music - Định dạng: CD, Tải về, streaming     | 1                 | 3                 | 2                 | 129               | - Hàn: 674.747 - Nhật: 55.782 - Mỹ: 3.000                 |                   |
| Overdose                                                                                | Overdose (tiếng Trung)              | - Ngày phát hành: 7 tháng 5 năm 2014 - Hãng đĩa: S.M. Entertainment, KT Music - Định dạng: CD, Tải về, streaming     | 2                 | 5                 | 5                 | 129               | - Hàn: 674.747 - Nhật: 55.782 - Mỹ: 3.000                 |                   |
| Sing for You                                                                            | Sing for You (tiếng Hàn)            | - Ngày phát hành: 10 tháng 12 năm 2015 - Hãng đĩa: S.M. Entertainment, KT Music - Định dạng: CD, tải về, streaming   | 1                 | 6                 | 6                 | —                 | - Hàn: 530.000 - Nhật: 34.500                             |                   |
| Sing for You                                                                            | Sing for You (tiếng Trung)          | - Ngày phát hành: 10 tháng 12 năm 2015 - Hãng đĩa: S.M. Entertainment, KT Music - Định dạng: CD, tải về, streaming   | 2                 | 12                | 6                 | —                 | - Hàn: 530.000 - Nhật: 34.500                             |                   |
| For Life                                                                                | For Life (tiếng Hàn)                | - Ngày phát hành: 19 tháng 12 năm 2016 - Hãng đĩa: S.M. Entertainment, KT Music - Định dạng: CD, tải về, streaming   | 1                 | 7                 | 9                 | —                 | - Hàn: 442.592+ - Nhật: 22.826+                           |                   |
| For Life                                                                                | For Life (tiếng Trung)              | - Ngày phát hành: 19 tháng 12 năm 2016 - Hãng đĩa: S.M. Entertainment, KT Music - Định dạng: CD, tải về, streaming   | 1                 | 7                 | 9                 | —                 | - Hàn: 442.592+ - Nhật: 22.826+                           |                   |
| Universe                                                                                | Universe (tiếng Hàn)                | - Ngày phát hành: 19 tháng 12 năm 2016 - Hãng đĩa: S.M. Entertainment, KT Music - Định dạng: CD, tải về, streaming   | —                 | —                 | —                 | —                 | - Hàn: 565.915 - Nhật: 22.594 - Trung: 212.511            |                   |
| Universe                                                                                | Universe (tiếng Trung)              | - Ngày phát hành: 19 tháng 12 năm 2016 - Hãng đĩa: S.M. Entertainment, KT Music - Định dạng: CD, tải về, streaming   | —                 | —                 | —                 | —                 | - Hàn: 565.915 - Nhật: 22.594 - Trung: 212.511            |                   |
| Don't Fight the Feeling                                                                 | Don't Fight The Feeling (tiếng Hàn) | - Ngày phát hành: 7 tháng 6 năm 2021 - Hãng đĩa: SM Entertainment, KT Music - Định dạng: CD, LP, tải về, streaming   | 1                 | 3                 | 8                 | —                 | - Hàn: 1.325.276 - Trung: 490.000 - Nhật: 46.966 (vật lý) | - KMCA: Triệu bản |
| "—" cho biết album không lọt vào bảng xếp hạng hoặc không được phát hành ở khu vực này. |                                     | |                   |                   |                   |                   |                                                           |                   |

### DVD
| Album                                                                                   | Thông tin                                                            | Thứ hạng cao nhất | Thứ hạng cao nhất | Doanh số     |
| Album                                                                                   | Thông tin                                                            | HQ Gaon           | NB Oricon         | Doanh số     |
| --------------------------------------------------------------------------------------- | -------------------------------------------------------------------- | ----------------- | ----------------- | ------------ |
| EXO's First Box                                                                         | - Ngày phát hành: 27 tháng 3 năm 2014 - Hãng đĩa: S.M. Entertainment | 1                 | —                 | - HQ: 71.154 |
| "—" cho biết album không lọt vào bảng xếp hạng hoặc không được phát hành ở khu vực này. |                                                                      |                   |                   |              |

## Đĩa đơn
| Tên | Năm       | Thứ hạng cao nhất | Thứ hạng cao nhất | Thứ hạng cao nhất | Thứ hạng cao nhất | Thứ hạng cao nhất | Thứ hạng cao nhất | Thứ hạng cao nhất | Thứ hạng cao nhất | Thứ hạng cao nhất | Thứ hạng cao nhất | Doanh số                                 | Chứng nhận                | Album                              |           |
| Tên | Năm       | HQ                | HQ                | TQ                | NB                | NB                | CAN               | Pháp Dig.         | MLY               | SGP               | Mỹ World          | Doanh số                                 | Chứng nhận                | Album                              |           |
| Tên | Năm       | Gaon              | Hot               | TQ                | Oricon            | Hot               | CAN               | Pháp Dig.         | MLY               | SGP               | Mỹ World          | Doanh số                                 | Chứng nhận                | Album                              |           |
| Tiếng Hàn | Tiếng Hàn | Tiếng Hàn         | Tiếng Hàn         | Tiếng Hàn         | Tiếng Hàn         | Tiếng Hàn         | Tiếng Hàn         | Tiếng Hàn         | Tiếng Hàn         | Tiếng Hàn         | Tiếng Hàn         | Tiếng Hàn                                | Tiếng Hàn                 | Tiếng Hàn                          | Tiếng Hàn |
| --- | --------- | ----------------- | ----------------- | ----------------- | ----------------- | ----------------- | ----------------- | ----------------- | ----------------- | ----------------- | ----------------- | ---------------------------------------- | ------------------------- | ---------------------------------- | --------- |
| "What Is Love" | 2012      | 110               | 95                | —                 | —                 | —                 | —                 | —                 | —                 | —                 | —                 | - HQ: 72.749                             | —                         | Mama                               |           |
| "History" | 2012      | 86                | —                 | —                 | —                 | —                 | —                 | —                 | —                 | —                 | 4                 | - HQ: 181.698 - Mỹ: 32.000               | —                         | Mama                               |           |
| "Mama" | 2012      | 46                | 89                | —                 | —                 | —                 | —                 | —                 | —                 | —                 | —                 | - HQ: 383.359 - Mỹ: 38.000               | —                         | Mama                               |           |
| "Wolf" (늑대와 미녀) | 2013      | 10                | 25                | —                 | —                 | —                 | —                 | —                 | —                 | —                 | 4                 | - HQ: 534.603 - Mỹ: 36.000               | —                         | XOXO                               |           |
| "Growl" (으르렁) | 2013      | 2                 | 3                 | —                 | —                 | —                 | —                 | —                 | —                 | —                 | 3                 | - HQ: 2.023.254 - Mỹ: 62.000             | —                         | Growl                              |           |
| "Miracles in December" (12월의 기적) | 2013      | 2                 | 3                 | —                 | —                 | —                 | —                 | —                 | —                 | —                 | 3                 | - HQ: 789.317                            | —                         | Miracles in December               |           |
| "Overdose" (중독) | 2014      | 2                 | 2                 | —                 | —                 | —                 | —                 | —                 | —                 | —                 | 2                 | - HQ: 1.168.390 - Mỹ: 58.000             | —                         | Overdose                           |           |
| "December, 2014 (The Winter's Tale)" | 2014      | 1                 | —                 | —                 | —                 | —                 | —                 | —                 | —                 | —                 | 14                | - HQ: 176.154                            | —                         | Exology Chapter 1: The Lost Planet |           |
| "Call Me Baby" | 2015      | 2                 | —                 | —                 | —                 | —                 | 98                | —                 | —                 | —                 | 2                 | - HQ: 1.229.566 - CAN: 200 - Mỹ: 56.000  | —                         | Exodus                             |           |
| "Love Me Right" | 2015      | 1                 | —                 | —                 | —                 | 33                | —                 | —                 | —                 | —                 | 3                 | - HQ: 1.142.627 - Mỹ: 34.000             | —                         | Love Me Right                      |           |
| "Lightsaber" | 2015      | 9                 | —                 | —                 | —                 | 84                | —                 | —                 | —                 | —                 | 3                 | - HQ: 242.162                            | —                         | Sing for You                       |           |
| "Sing for You" | 2015      | 3                 | —                 | 4                 | —                 | —                 | —                 | —                 | —                 | —                 | —                 | - HQ: 710.424                            | —                         | Sing for You                       |           |
| "Unfair" (불공평해) | 2015      | 10                | —                 | —                 | —                 | —                 | —                 | —                 | —                 | —                 | 9                 | - HQ: 515.703                            | —                         | Sing for You                       |           |
| "Lucky One" | 2016      | 5                 | —                 | 3                 | —                 | —                 | —                 | —                 | —                 | —                 | 3                 | - HQ: 433.399                            | —                         | Ex'Act                             |           |
| "Monster" | 2016      | 1                 | —                 | 2                 | —                 | 9                 | —                 | —                 | —                 | —                 | 1                 | - HQ: 830.155 - NB: 7.568 - Mỹ: 69.000   | —                         | Ex'Act                             |           |
| "Lotto" | 2016      | 2                 | —                 | 2                 | —                 | —                 | —                 | —                 | —                 | —                 | 1                 | - HQ: 433.633 - Mỹ: 31.000               | —                         | Lotto                              |           |
| "Dancing King" (với Yoo Jae-suk) | 2016      | 2                 | —                 | —                 | —                 | —                 | —                 | —                 | —                 | —                 | 2                 | - HQ: 648.506                            | —                         | S.M. Station Season 1              |           |
| "For Life" | 2016      | 7                 | —                 | 6                 | —                 | —                 | —                 | —                 | —                 | —                 | 8                 | - HQ: 215.231                            | —                         | For Life                           |           |
| "Ko Ko Bop" | 2017      | 1                 | 1                 | 2                 | —                 | 39                | —                 | —                 | —                 | —                 | 2                 | - HQ: 1.172.609 - NB: 1.417 - Mỹ: 27.000 | —                         | The War                            |           |
| "Power" | 2017      | 2                 | 1                 | 6                 | —                 | 27                | —                 | —                 | —                 | —                 | 3                 | - HQ: 333.339 - NB: 4.033 - US: 9.000    | —                         | The War: The Power of Music        |           |
| "Universe" | 2017      | 2                 | 1                 | 7                 | —                 | —                 | —                 | —                 | —                 | —                 | 16                | - HQ: 140.698                            | —                         | Universe                           |           |
| "Tempo" | 2018      | 4                 | 1                 | 7                 | —                 | 26                | —                 | 182               | 2                 | 11                | 2                 | - TQ: 2.292 - NB: 6.627                  | —                         | Don't Mess Up My Tempo             |           |
| "Love Shot" | 2018      | 9                 | 1                 | 2                 | —                 | 59                | —                 | —                 | 7                 | 18                | 1                 | - TQ: 2.079 - Mỹ: 4.000                  | —                         | Love Shot                          |           |
| "Obsession" | 2019      | 13                | 5                 | —                 | —                 | 33                | —                 | —                 | —                 | —                 | 1                 | - NB: 5.099 - Mỹ: 2.000                  | —                         | Obsession                          |           |
| Tiếng Nhật |           |                   |                   |                   |                   |                   |                   |                   |                   |                   |                   |                                          |                           |                                    |           |
| "Love Me Right (Romantic Universe)" | 2015      | —                 | —                 | —                 | 1                 | 1                 | —                 | —                 | —                 | —                 | —                 | - NB: 197.008 (vật lý) - HQ: 11.469      | - RIAJ: Bạch kim (vật lý) | Countdown                          |           |
| "Coming Over" | 2016      | —                 | —                 | —                 | 2                 | 3                 | —                 | —                 | —                 | —                 | —                 | - NB: 169.425 (vật lý)                   | - RIAJ: Bạch kim (vật lý) | Countdown                          |           |
| "Electric Kiss" | 2018      | —                 | —                 | —                 | —                 | 23                | —                 | —                 | —                 | —                 | 9                 | - NB: 1.925                              | —                         | Countdown                          |           |
| "Bird" | 2019      | —                 | —                 | —                 | —                 | 42                | —                 | —                 | —                 | —                 | —                 | - NB: 1.400                              | —                         | Đĩa đơn không nằm trong album      |           |
| "—" cho biết đĩa đơn không lọt vào bảng xếp hạng hoặc không được phát hành ở khu vực này. Notes: Bảng xếp hạng Billboard K-Pop Hot 100 bắt đầu hoạt động từ tháng 8 năm 2011, tạm dừng hoạt động vào tháng 7 năm 2014 và hoạt động trở lại vào tháng 6 năm 2016. Bảng xếp hạng Billboard's China V Chart bắt đầu hoạt động từ tháng 11 năm 2015 và dừng hoạt động vào tháng 12 năm 2018. |           |                   |                   |                   |                   |                   |                   |                   |                   |                   |                   |                                          |                           |                                    |           |

## Bài hát lọt vào bảng xếp hạng khác
| Tên | Năm                     | Thứ hạng cao nhất       | Thứ hạng cao nhất       | Thứ hạng cao nhất       | Doanh số                | Album                              |
| Tên | Năm                     | HQ                      | HQ                      | Mỹ World                | Doanh số                | Album                              |
| Tên | Năm                     | Gaon                    | Hot                     | Mỹ World                | Doanh số                | Album                              |
| Tiếng Hàn / Tiếng Trung | Tiếng Hàn / Tiếng Trung | Tiếng Hàn / Tiếng Trung | Tiếng Hàn / Tiếng Trung | Tiếng Hàn / Tiếng Trung | Tiếng Hàn / Tiếng Trung | Tiếng Hàn / Tiếng Trung            |
| --- | ----------------------- | ----------------------- | ----------------------- | ----------------------- | ----------------------- | ---------------------------------- |
| "Angel" (너의 세상으로) | 2012                    | —                       | —                       | 15                      | - HQ: 9.733             | Mama                               |
| "Two Moons" (두 개의 달이 뜨는 밤) | 2012                    | —                       | —                       | 14                      | - HQ: 9.803             | Mama                               |
| "Machine" | 2012                    | —                       | —                       | —                       | - HQ: 8.222             | Mama                               |
| "Baby, Don't Cry" (인어의 눈물) | 2013                    | 31                      | 55                      | 6                       | - HQ: 220.104           | XOXO                               |
| "Black Pearl" | 2013                    | 81                      | 99                      | 8                       | - HQ: 61.414            | XOXO                               |
| "Don't Go" (나비소녀) | 2013                    | 54                      | 58                      | 13                      | - HQ: 135.482           | XOXO                               |
| "Let Out the Beast" | 2013                    | 97                      | —                       | 10                      | - HQ: 38.111            | XOXO                               |
| "3.6.5" | 2013                    | 69                      | 88                      | 24                      | - HQ: 117.937           | XOXO                               |
| "Heart Attack" | 2013                    | 93                      | —                       | 11                      | - HQ: 56.060            | XOXO                               |
| "Peter Pan" (피터팬) | 2013                    | 78                      | 93                      | 16                      | - HQ: 109.823           | XOXO                               |
| "Baby" | 2013                    | 100                     | —                       | 20                      | - HQ: 55.074            | XOXO                               |
| "My Lady" | 2013                    | 64                      | 67                      | —                       | - HQ: 95.671            | XOXO                               |
| "Wolf" (늑대와 미녀;phiên bản Exo-K) | 2013                    | 135                     | —                       | —                       | - HQ: 21.399            | XOXO                               |
| "XOXO (Kisses & Hugs)" | 2013                    | 15                      | 35                      | 6                       | - HQ: 220.617           | Growl                              |
| "Lucky" | 2013                    | 17                      | 42                      | 7                       | - HQ: 138.799           | Growl                              |
| "Growl" (으르렁; phiên bản Exo-K) | 2013                    | 64                      | —                       | —                       | - HQ: 21.272            | Growl                              |
| "Growl" (咆哮; phiên bản Exo-M) | 2013                    | 82                      | —                       | —                       | - HQ: 15.984            | Growl                              |
| "Christmas Day" | 2013                    | 5                       | 38                      | 10                      | - HQ: 272.296           | Miracles in December               |
| "The Star" | 2013                    | 11                      | 53                      | 9                       | - HQ: 128.976           | Miracles in December               |
| "My Turn to Cry" | 2013                    | 9                       | 51                      | 7                       | - HQ: 145.820           | Miracles in December               |
| "The First Snow" (첫 눈) | 2013                    | 2                       | 12                      | —                       | - HQ: 355.698           | Miracles in December               |
| "Miracles in December" (phiên bản Classical Orchestra) | 2013                    | 40                      | —                       | —                       | - HQ: 42.901            | Miracles in December               |
| "The First Snow" (初雪; phiên bản tiếng Trung) | 2013                    | 61                      | —                       | —                       | - HQ: 27.830            | Miracles in December               |
| "Christmas Day" (圣诞节; phiên bản tiếng Trung) | 2013                    | 64                      | —                       | —                       | - HQ: 27.075            | Miracles in December               |
| "The Star" (星; phiên bản tiếng Trung) | 2013                    | 65                      | —                       | —                       | - HQ: 26.606            | Miracles in December               |
| "My Turn to Cry" (爱离开; (phiên bản tiếng Trung) | 2013                    | 67                      | —                       | —                       | - HQ: 26.579            | Miracles in December               |
| "Moonlight" (월광; Exo-K) | 2014                    | 5                       | 16                      | 16                      | - HQ: 236.763           | Overdose                           |
| "Thunder" (Exo-K) | 2014                    | 4                       | 11                      | 5                       | - HQ: 282.910           | Overdose                           |
| "Run" (Exo-K) | 2014                    | 7                       | 15                      | 23                      | - HQ: 175.111           | Overdose                           |
| "Love, Love, Love" (Exo-K) | 2014                    | 8                       | 21                      | 19                      | - HQ: 169.616           | Overdose                           |
| "Overdose" (上瘾; Exo-M) | 2014                    | 20                      | —                       | —                       | - HQ: 68.991            | Overdose                           |
| "Thunder" (雷电; Exo-M) | 2014                    | 26                      | —                       | —                       | - HQ: 48.059            | Overdose                           |
| "Moonlight" (月光; Exo-M) | 2014                    | 28                      | —                       | —                       | - HQ: 45.669            | Overdose                           |
| "Run" (奔跑; Exo-M) | 2014                    | 29                      | —                       | —                       | - HQ: 43.905            | Overdose                           |
| "Love, Love, Love" (梦中梦; Exo-M) | 2014                    | 30                      | —                       | —                       | - HQ: 42.808            | Overdose                           |
| "Tell Me What Is Love" (D.O. solo) | 2014                    | 44                      | —                       | 2                       | - HQ: 29.668            | Exology Chapter 1: The Lost Planet |
| "Love, Love, Love" (phiên bản acoustic) | 2014                    | 67                      | —                       | —                       | - HQ: 20.196            | Exology Chapter 1: The Lost Planet |
| "Beautiful" (Suho solo) | 2014                    | 75                      | —                       | —                       | - HQ: 18.675            | Exology Chapter 1: The Lost Planet |
| "My Turn to Cry" (Baekhyun solo) | 2014                    | —                       | —                       | —                       | - HQ: 16.969            | Exology Chapter 1: The Lost Planet |
| "Up Rising" (Chen solo) | 2014                    | —                       | —                       | —                       | - HQ: 16.029            | Exology Chapter 1: The Lost Planet |
| "Deep Breath" (Kai solo) | 2014                    | —                       | —                       | —                       | - HQ: 12.485            | Exology Chapter 1: The Lost Planet |
| "Black Pearl" (rearranged) (phiên bản phòng thu) | 2014                    | —                       | —                       | —                       | - HQ: 12.134            | Exology Chapter 1: The Lost Planet |
| "Delight" (Chanyeol solo) | 2014                    | —                       | —                       | —                       | - HQ: 12.096            | Exology Chapter 1: The Lost Planet |
| "Transformer" | 2015                    | 19                      | —                       | 11                      | - HQ: 136.834           | Exodus                             |
| "What If…" (시선 둘, 시선 하나) | 2015                    | 18                      | —                       | 24                      | - HQ: 149.815           | Exodus                             |
| "My Answer" | 2015                    | 14                      | —                       | —                       | - HQ: 179.471           | Exodus                             |
| "Exodus" | 2015                    | 11                      | —                       | 8                       | - HQ: 246.534           | Exodus                             |
| "El Dorado" | 2015                    | 13                      | —                       | 7                       | - HQ: 173.110           | Exodus                             |
| "Playboy" | 2015                    | 9                       | —                       | 18                      | - HQ: 217.821           | Exodus                             |
| "Hurt" | 2015                    | 23                      | —                       | 14                      | - HQ: 137.781           | Exodus                             |
| "Lady Luck" (유성우 (流星雨)) | 2015                    | 26                      | —                       | —                       | - HQ: 121.701           | Exodus                             |
| "Beautiful" | 2015                    | 22                      | —                       | 19                      | - HQ: 142.329           | Exodus                             |
| "Call Me Baby" (叫我; phiên bản tiếng Trung) | 2015                    | 36                      | —                       | —                       | - HQ: 80.662            | Exodus                             |
| "Exodus" (逃脱; phiên bản tiếng Trung) | 2015                    | 80                      | —                       | —                       | - HQ: 28.566            | Exodus                             |
| "El Dorado" (黄金国; phiên bản tiếng Trung) | 2015                    | 77                      | —                       | —                       | - HQ: 28.488            | Exodus                             |
| "My Answer" (我的答案; phiên bản tiếng Trung) | 2015                    | 84                      | —                       | —                       | - HQ: 28.155            | Exodus                             |
| "Playboy" (坏男孩; phiên bản tiếng Trung) | 2015                    | 83                      | —                       | —                       | - HQ: 28.075            | Exodus                             |
| "Transformer" (变形女; phiên bản tiếng Trung) | 2015                    | 87                      | —                       | —                       | - HQ: 27.254            | Exodus                             |
| "Beautiful" (美; phiên bản tiếng Trung) | 2015                    | 92                      | —                       | —                       | - HQ: 27.011            | Exodus                             |
| "What If…" (两个视线, 一个视线; phiên bản tiếng Trung) | 2015                    | 90                      | —                       | —                       | - HQ: 26.852            | Exodus                             |
| "Hurt" (伤害; phiên bản tiếng Trung) | 2015                    | 91                      | —                       | —                       | - HQ: 26.912            | Exodus                             |
| "Lady Luck" (流星雨; phiên bản tiếng Trung) | 2015                    | 97                      | —                       | —                       | - HQ: 26.207            | Exodus                             |
| "Tender Love" | 2015                    | 4                       | —                       | 6                       | - HQ: 326.795           | Love Me Right                      |
| "First Love" | 2015                    | 15                      | —                       | 7                       | - HQ: 143.202           | Love Me Right                      |
| "Promise (EXO 2014)" (약속 (EXO 2014)) | 2015                    | 12                      | —                       | 5                       | - HQ: 183.856           | Love Me Right                      |
| "Love Me Right" (漫遊宇宙; phiên bản tiếng Trung) | 2015                    | 48                      | —                       | —                       | - HQ: 69.769            | Love Me Right                      |
| "Tender Love" (就是爱; phiên bản tiếng Trung) | 2015                    | 97                      | —                       | —                       | - HQ: 26.050            | Love Me Right                      |
| "EXO 2014" (约定; phiên bản tiếng Trung) | 2015                    | —                       | —                       | —                       | - HQ: 25.016            | Love Me Right                      |
| "First Love" (初恋; phiên bản tiếng Trung) | 2015                    | —                       | —                       | —                       | - HQ: 23.326            | Love Me Right                      |
| "Girl x Friend" | 2015                    | 16                      | —                       | 9                       | - HQ: 260.574           | Sing For You                       |
| "On the Snow" (발자국) | 2015                    | 18                      | —                       | 23                      | - HQ: 210.483           | Sing For You                       |
| "Sing for You" (为你而唱; phiên bản tiếng Trung) | 2015                    | —                       | —                       | —                       | - HQ: 22.989            | Sing For You                       |
| "Unfair" (偏心; phiên bản tiếng Trung) | 2015                    | —                       | —                       | —                       | - HQ: 21.078            | Sing For You                       |
| "Girl x Friend" (女 x 友); phiên bản tiếng Trung) | 2015                    | —                       | —                       | —                       | - HQ: 19.597            | Sing For You                       |
| "On the Snow" (脚印; phiên bản tiếng Trung) | 2015                    | —                       | —                       | —                       | - HQ: 19.396            | Sing For You                       |
| "Lightsaber" (光剑; phiên bản tiếng Trung) | 2015                    | —                       | —                       | —                       | - HQ: 17.660            | Sing For You                       |
| "Artificial Love" | 2016                    | 19                      | —                       | 5                       | - HQ: 174.177           | Ex'Act                             |
| "Cloud 9" | 2016                    | 23                      | —                       | 9                       | - HQ: 140.986           | Ex'Act                             |
| "Heaven" | 2016                    | 16                      | —                       | 6                       | - HQ: 234.231           | Ex'Act                             |
| "White Noise" (백색소음) | 2016                    | 24                      | —                       | 11                      | - HQ: 154.279           | Ex'Act                             |
| "One and Only" (유리어항) | 2016                    | 25                      | —                       | 12                      | - HQ: 136.159           | Ex'Act                             |
| "They Never Know" | 2016                    | 28                      | —                       | 8                       | - HQ: 132.769           | Ex'Act                             |
| "Stronger" | 2016                    | 22                      | —                       | 13                      | - HQ: 140.986           | Ex'Act                             |
| "Lucky One" (instrumental) | 2016                    | 72                      | —                       | —                       | - HQ: 21.237            | Ex'Act                             |
| "Monster" (instrumental) | 2016                    | 77                      | —                       | —                       | - HQ: 20.685            | Ex'Act                             |
| "Monster" (phiên bản tiếng Trung) | 2016                    | —                       | —                       | —                       | - HQ: 24.121            | Ex'Act                             |
| "Lucky One" (phiên bản tiếng Trung) | 2016                    | —                       | —                       | —                       | - HQ: 23.627            | Ex'Act                             |
| "Heaven" (phiên bản tiếng Trung) | 2016                    | —                       | —                       | —                       | - HQ: 20.850            | Ex'Act                             |
| "Artificial Love" (phiên bản tiếng Trung) | 2016                    | —                       | —                       | —                       | - HQ: 20.531            | Ex'Act                             |
| "Cloud 9" (phiên bản tiếng Trung) | 2016                    | —                       | —                       | —                       | - HQ: 20.464            | Ex'Act                             |
| "White Noise" (phiên bản tiếng Trung) | 2016                    | —                       | —                       | —                       | - HQ: 20.583            | Ex'Act                             |
| "One and Only" (phiên bản tiếng Trung) | 2016                    | —                       | —                       | —                       | - HQ: 20.488            | Ex'Act                             |
| "They Never Know" (phiên bản tiếng Trung) | 2016                    | —                       | —                       | —                       | - HQ: 20.392            | Ex'Act                             |
| "Stronger" (phiên bản tiếng Trung) | 2016                    | —                       | —                       | —                       | - HQ: 20.201            | Ex'Act                             |
| "She's Dreaming" (꿈) | 2016                    | 11                      | —                       | 5                       | - HQ: 138.854           | Lotto                              |
| "Can't Bring Me Down" | 2016                    | 15                      | —                       | 3                       | - HQ: 95.263            | Lotto                              |
| "Monster (LDN Noise Creeper Bass Remix)" | 2016                    | 52                      | —                       | —                       | - HQ: 39.254            | Lotto                              |
| "Lotto" (phiên bản tiếng Trung) | 2016                    | —                       | —                       | —                       | - HQ: 10.437            | Lotto                              |
| "She's Dreaming" (夢; phiên bản tiếng Trung) | 2016                    | —                       | —                       | —                       | - HQ: 9.211             | Lotto                              |
| "Can't Bring Me Down" (phiên bản tiếng Trung) | 2016                    | —                       | —                       | —                       | - HQ: 8.811             | Lotto                              |
| "Monster (LDN Noise Creeper Bass Remix)" (phiên bản tiếng Trung) | 2016                    | —                       | —                       | —                       | - HQ: 6.799             | Lotto                              |
| "Falling for You" | 2016                    | 15                      | —                       | 14                      | - HQ: 101.163           | For Life                           |
| "What I Want for Christmas" | 2016                    | 18                      | —                       | 19                      | - HQ: 92.255            | For Life                           |
| "Twenty Four" | 2016                    | 26                      | —                       | 12                      | - HQ: 72.844            | For Life                           |
| "Winter Heat" | 2016                    | 24                      | —                       | 20                      | - HQ: 76.810            | For Life                           |
| "For Life" (一生一事; phiên bản tiếng Trung) | 2016                    | —                       | —                       | —                       | - HQ: 9.720             | For Life                           |
| "Falling for You" (亿万分之一的奇迹; phiên bản tiếng Trung) | 2016                    | —                       | —                       | —                       | - HQ: 8.971             | For Life                           |
| "What I Want for Christmas" (再续冬季; phiên bản tiếng Trung) | 2016                    | —                       | —                       | —                       | - HQ: 8.942             | For Life                           |
| "Twenty Four" (二十四小时; phiên bản tiếng Trung) | 2016                    | —                       | —                       | —                       | - HQ: 8.798             | For Life                           |
| "Winter Heat" (暖冬; phiên bản tiếng Trung) | 2016                    | —                       | —                       | —                       | - HQ: 8.783             | For Life                           |
| "The Eve" (전야 (前夜)) | 2017                    | 9                       | 2                       | 5                       | - HQ: 235.171           | The War                            |
| "What U Do?" | 2017                    | 13                      | 3                       | —                       | - HQ: 117.268           | The War                            |
| "Walk on Memories" (기억을 걷는 밤) | 2017                    | 15                      | 4                       | —                       | - HQ: 103.412           | The War                            |
| "Forever" | 2017                    | 16                      | 5                       | 24                      | - HQ: 97.969            | The War                            |
| "Touch It" (너의 손짓) | 2017                    | 17                      | 6                       | —                       | - HQ: 95.817            | The War                            |
| "Diamond" (다이아몬드) | 2017                    | 20                      | 7                       | —                       | - HQ: 89.845            | The War                            |
| "Going Crazy" (내가 미쳐) | 2017                    | 23                      | 9                       | —                       | - HQ: 90.427            | The War                            |
| "Chill" (소름) | 2017                    | 24                      | 8                       | —                       | - HQ: 88.885            | The War                            |
| "Ko Ko Bop" (叩叩趴; phiên bản tiếng Trung) | 2017                    | —                       | —                       | —                       | - HQ: 13.884            | The War                            |
| "The Eve" (破风; phiên bản tiếng Trung) | 2017                    | —                       | —                       | —                       | - HQ: 11.669            | The War                            |
| "What U Do?" (可爱·可恶; phiên bản tiếng Trung) | 2017                    | —                       | —                       | —                       | - HQ: 10.949            | The War                            |
| "Forever" (我加你等于永远; phiên bản tiếng Trung) | 2017                    | —                       | —                       | —                       | - HQ: 10.705            | The War                            |
| "Diamond" (C乐章; phiên bản tiếng Trung) | 2017                    | —                       | —                       | —                       | - HQ: 10.760            | The War                            |
| "Touch It" (指语; phiên bản tiếng Trung) | 2017                    | —                       | —                       | —                       | - HQ: 10.727            | The War                            |
| "Walk on Memories" (梦回暮夜; phiên bản tiếng Trung) | 2017                    | —                       | —                       | —                       | - HQ: 10.776            | The War                            |
| "Chill" (寒噤; phiên bản tiếng Trung) | 2017                    | —                       | —                       | —                       | - HQ: 10.621            | The War                            |
| "Going Crazy" (疯语者; phiên bản tiếng Trung) | 2017                    | —                       | —                       | —                       | - HQ: 10.644            | The War                            |
| "Sweet Lies" | 2017                    | 22                      | 2                       | 5                       | - HQ: 83.841            | The War: The Power of Music        |
| "Boomerang" (부메랑) | 2017                    | 28                      | 4                       | 11                      | - HQ: 78.062            | The War: The Power of Music        |
| "Been Through" (지나갈 테니) | 2017                    | 19                      | 2                       | —                       | - HQ: 55.901            | Universe                           |
| "Stay" | 2017                    | 24                      | 3                       | —                       | - HQ: 49.734            | Universe                           |
| "Fall" | 2017                    | 30                      | 4                       | —                       | - HQ: 45.499            | Universe                           |
| "Good Night" | 2017                    | 31                      | 5                       | —                       | - HQ: 44.917            | Universe                           |
| "Lights Out" | 2017                    | 36                      | 6                       | —                       | - HQ: 43.932            | Universe                           |
| "Universe (phiên bản CD)" | 2017                    | —                       | 7                       | —                       | —                       | Universe                           |
| "Ooh La La La" (닿은 순간) | 2018                    | 43                      | 2                       | 12                      | —                       | Don't Mess Up My Tempo             |
| "Gravity" | 2018                    | 39                      | 3                       | 21                      | —                       | Don't Mess Up My Tempo             |
| "Sign" | 2018                    | 59                      | 4                       | —                       | —                       | Don't Mess Up My Tempo             |
| "24/7" | 2018                    | 53                      | 5                       | —                       | —                       | Don't Mess Up My Tempo             |
| "With You" (가끔) | 2018                    | 71                      | 6                       | —                       | —                       | Don't Mess Up My Tempo             |
| "Smile On My Face" (여기 있을게) | 2018                    | 74                      | 7                       | —                       | —                       | Don't Mess Up My Tempo             |
| "Bad Dream" (후폭풍) | 2018                    | 79                      | 8                       | —                       | —                       | Don't Mess Up My Tempo             |
| "Oasis" (오아시스) | 2018                    | 78                      | 9                       | 19                      | —                       | Don't Mess Up My Tempo             |
| "Damage" | 2018                    | 85                      | 10                      | —                       | —                       | Don't Mess Up My Tempo             |
| "Trauma" (트라우마) | 2018                    | 58                      | 2                       | 8                       | —                       | Love Shot                          |
| "Wait" | 2018                    | 65                      | 3                       | 14                      | —                       | Love Shot                          |
| "Trouble" | 2019                    | 85                      | 37                      | 19                      | —                       | Obsession                          |
| "Jekyll" (지킬) | 2019                    | 96                      | 46                      | 22                      | —                       | Obsession                          |
| "Groove" (춤) | 2019                    | 93                      | 43                      | —                       | —                       | Obsession                          |
| "Ya Ya Ya" | 2019                    | 104                     | 49                      | —                       | —                       | Obsession                          |
| "Baby You Are" | 2019                    | 106                     | 50                      | —                       | —                       | Obsession                          |
| "Non Stop" | 2019                    | 111                     | 52                      | —                       | —                       | Obsession                          |
| "Day After Day" (오늘도) | 2019                    | 109                     | 51                      | —                       | —                       | Obsession                          |
| "Butterfly Effect" (나비효과) | 2019                    | 98                      | 44                      | —                       | —                       | Obsession                          |
| "Obsession" (嗜; phiên bản tiếng Trung) | 2019                    | 171                     | 64                      | —                       | —                       | Obsession                          |
| Tiếng Nhật |                         |                         |                         |                         |                         |                                    |
| "Drop That" | 2015                    | —                       | —                       | —                       | - HQ: 15.333            | Countdown                          |
| "TacTix" | 2016                    | —                       | —                       | —                       | - HQ: 8.016             | Countdown                          |
| "Run This" | 2016                    | —                       | —                       | —                       | - HQ: 7.897             | Countdown                          |
| "—" cho biết đĩa đơn không lọt vào bảng xếp hạng hoặc không được phát hành ở khu vực này. Notes: Bảng xếp hạng Billboard K-Pop Hot 100 bắt đầu hoạt động từ tháng 8 năm 2011, tạm dừng hoạt động vào tháng 7 năm 2014 và hoạt động trở lại vào tháng 6 năm 2016. |                         |                         |                         |                         |                         |                                    |